# Антим IV Скопски
Антим (на гръцки: Άνθιμος, Антимос) е православен духовник, скопски митрополит в първата половина на XIX век. В 1830 година е споменат като митрополит, но изглежда не се задържа дълго на престола в Скопие.